# Zachary Gordon
Zachary Adam James Gordon (Oak Park, 15 febbraio 1998) è un attore, doppiatore e cantante statunitense.
È stato candidato per tre volte allo Young Artist Award come miglior giovane attore protagonista per aver interpretato Greg Heffley nei primi tre film del franchise di Diario di una schiappa.

## Biografia
Gordon è nato a Oak Park, in California, da Linda e Kenneth Gordon. Ha due fratelli ed è cresciuto nel sud della California. Si esibisce anche come cantante  con gli pseudonimi Zach Gordon e Z. Gordon. Si è laureato in una scuola pubblica di Oak Park e ha iniziato la sua carriera di attore professionista all'età di otto anni. Suo padre è nato in Belgio, sua madre, ebrea, in Sudafrica.

### Carriera
Il curriculum di Gordon include molteplici apparizioni sul piccolo schermo, soprattutto in serie televisive, come How I Met Your Mother, All of Us, Desperate Housewives, 24 e L'uomo di casa.
Tra i suoi film ricordiamo Tutti i numeri del sesso, Lower Learning, il film di Garry Marshall Donne, regole... e tanti guai! (per il quale ha vinto lo Young Artist Award al miglior giovane attore non protagonista in un film commedia o musicale per la sua interpretazione del personaggio di Ethan), The Brothers Bloom di Rian Johnson (nel ruolo di Bloom da bambino) e in una particina secondaria ne Il mistero delle pagine perdute - National Treasure, al fianco di Nicolas Cage.
Gordon ha svolto diversi lavori di doppiaggio, tra ruoli principali e piccoli camei: è la voce del piccolo cane Zampa nei film Disney Supercuccioli a Natale - Alla ricerca di Zampa Natale, Zampa e la magia del Natale e Zampa 2 - I cuccioli di Natale; è membro fisso del cast vocale di due serie di Nickelodeon, ovvero Bubble Guppies - Un tuffo nel blu e impari di più (nel ruolo di Gil) e Ni Hao, Kai-Lan (in quello di San San); dà la voce al giovane Tony Stark nella serie animata dei Marvel Studios Super Hero Squad Show; ha svolto un cameo vocale nel film d'animazione Madagascar 2 nei panni di baby Melman e uno in Beverly Hills Chihuahua 2 in quello di Papi Jr.; ha doppiato Charlie Brown, Linus van Pelt e Franklin Armstrong in una puntata dello show comico Robot Chicken del 2011.
Nel 2010 è protagonista di Diario di una schiappa, trasposizione cinematografica dell'omonimo libro per ragazzi di Jeff Kinney. Lo stesso anno viene confermato dalla 20th Century Fox come interprete di Greg Heffley anche per il sequel Diario di una schiappa 2 - La legge dei più grandi, distribuito nel 2011. Ha ripreso questo ruolo anche nel terzo capitolo della saga, Diario di una schiappa - Vita da cani, uscito nel 2012. Nel quarto episodio, Diario di una schiappa - Portatemi a casa!, è poi stato sostituito da Jason Drucker a causa degli ormai raggiunti limiti d'età per impersonare un ragazzino.
Nell'ottobre 2013, Gordon è stato scelto come ospite speciale di una miniserie per Nintendo, chiamata Skylander's Boomcast, in onda sul canale YouTube SkylandersGame, dove ha discusso con altri ospiti sulla fortunatissima serie di videogiochi Skylanders. 
Il 18 febbraio 2023 esce il suo singolo di debutto "Time Bomb".

## Filmografia parziale

### Attore

#### Cinema
- Perché te lo dice mamma (Because I Said So), regia di Michael Lehmann (2007) - non accreditato
- Donne, regole... e tanti guai! (Georgia Rule), regia di Garry Marshall (2007)
- Tutti i numeri del sesso (Sex and Death), regia di Daniel Waters (2007)
- Il mistero delle pagine perdute - National Treasure (National Treasure: Book of Secrets), regia di Jon Turteltaub (2007)
- Lower Learning, regia di Mark Lafferty (2008)
- The Brothers Bloom, regia di Rian Johnson (2008)
- Tutti insieme inevitabilmente (Four Christmases), regia di Seth Gordon (2008) - cameo
- Diario di una schiappa (Diary of a Wimpy Kid), regia di Thor Freudenthal (2010)
- Diario di una schiappa 2 - La legge dei più grandi (Diary of a Wimpy Kid: Rodrick Rules), regia di David Bowers (2011)
- Diario di una schiappa - Vita da cani (Diary of a Wimpy Kid: Dog Days), regia di David Bowers (2012)
- L'incredibile Burt Wonderstone (The Incredible Burt Wonderstone), regia di Don Scardino (2013)

#### Televisione
- All of Us - serie TV, 1 episodio (2007)
- Desperate Housewives - serie TV, 1 episodio (2008)
- 24 - serie TV, 2 episodi (2009)
- How I Met Your Mother - serie TV, 2 episodi (2006-2009)
- R.L. Stine's The Haunting Hour - serie TV, episodio 2x16 (2011)
- 100 volte Natale, regia di Nisha Ganatra (2013) - film TV
- L'uomo di casa - serie TV, 3 episodi (2014)
- Dead of Summer - serie TV, 3 episodi (2016)
- The Good Doctor - serie TV, 1 episodio (2017)

### Doppiatore
- Madagascar 2 (Madagascar: Escape 2 Africa), regia di Eric Darnell e Tom McGrath (2008)
- La grande B! - serie TV, 1 episodio (2008)
- Ni Hao, Kai-Lan - serie TV, 15 episodi (2008-2009)
- Manny tuttofare - serie TV, 2 episodi (2008-2009)
- Supercuccioli a Natale - Alla ricerca di Zampa Natale (Santa Buddies), regia di Robert Vince (2009)
- Afro Samurai: Resurrection - film TV (2009)
- Batman: The Brave and the Bold - serie TV, 3 episodi (2008-2010)
- Agente speciale Oso (Special Agent Oso) - serie TV, 2 episodi (2009-2010)
- Zampa e la magia del Natale (The Search for Santa Paws), regia di Robert Vince (2010)
- Bubble Guppies - Un tuffo nel blu e impari di più - serie animata (2011)
- Beverly Hills Chihuahua 2, regia di Alex Zamm (2011)
- Il viaggio di Norm (Norm of the North), regia di Trevor Wall (2016)
- Star Wars Rebels - serie TV, 3 episodi (2016-2018)
- Kingdom Hearts III (2019) - videogioco
- Genshin Impact (2020) - videogioco

## Discografia
- 2023 - Time Bomb

## Riconoscimenti
- Young Artist Award
  - 2007 – Miglior giovane attore non protagonista in un film commedia o musicale per Donne, regole... e tanti guai!
  - 2011 – Candidatura come miglior giovane attore protagonista per Diario di una schiappa
  - 2012 – Candidatura come miglior giovane attore protagonista per Diario di una schiappa 2 - La legge dei più grandi
  - 2013 – Candidatura come miglior attore giovane protagonista per Diario di una schiappa - Vita da cani
- Kids' Choice Awards
  - 2013 – Candidatura come miglior attore per Diario di una schiappa – Vita da cani

## Doppiatori italiani
- Alex Polidori in Diario di una schiappa, Diario di una schiappa 2 - La legge dei più grandi, Diario di una schiappa 3 - Vita da cani
- Manuel Meli in 100 volte Natale, Donne, regole... e tanti guai[1] (ed. 2008)
- Patrizia Mottola in How I Met Your Mother
- Alessandro Campaiola in The Good Doctor
- Simone Veltroni in Donne, regole... e tanti guai[1] (ridoppiaggio 2018)

Da doppiatore è sostituito da:
- Arturo Valli in Madagascar 2
- Valentina Favazza in Supercuccioli a Natale - Alla ricerca di Zampa Natale[2], Zampa e la magia del Natale[3]
- Daniela Fava in Bubble Guppies - Un tuffo nel blu e impari di più
- Andrea Di Maggio in Beverly Hills Chihuahua 2